# Andrzej Friszke

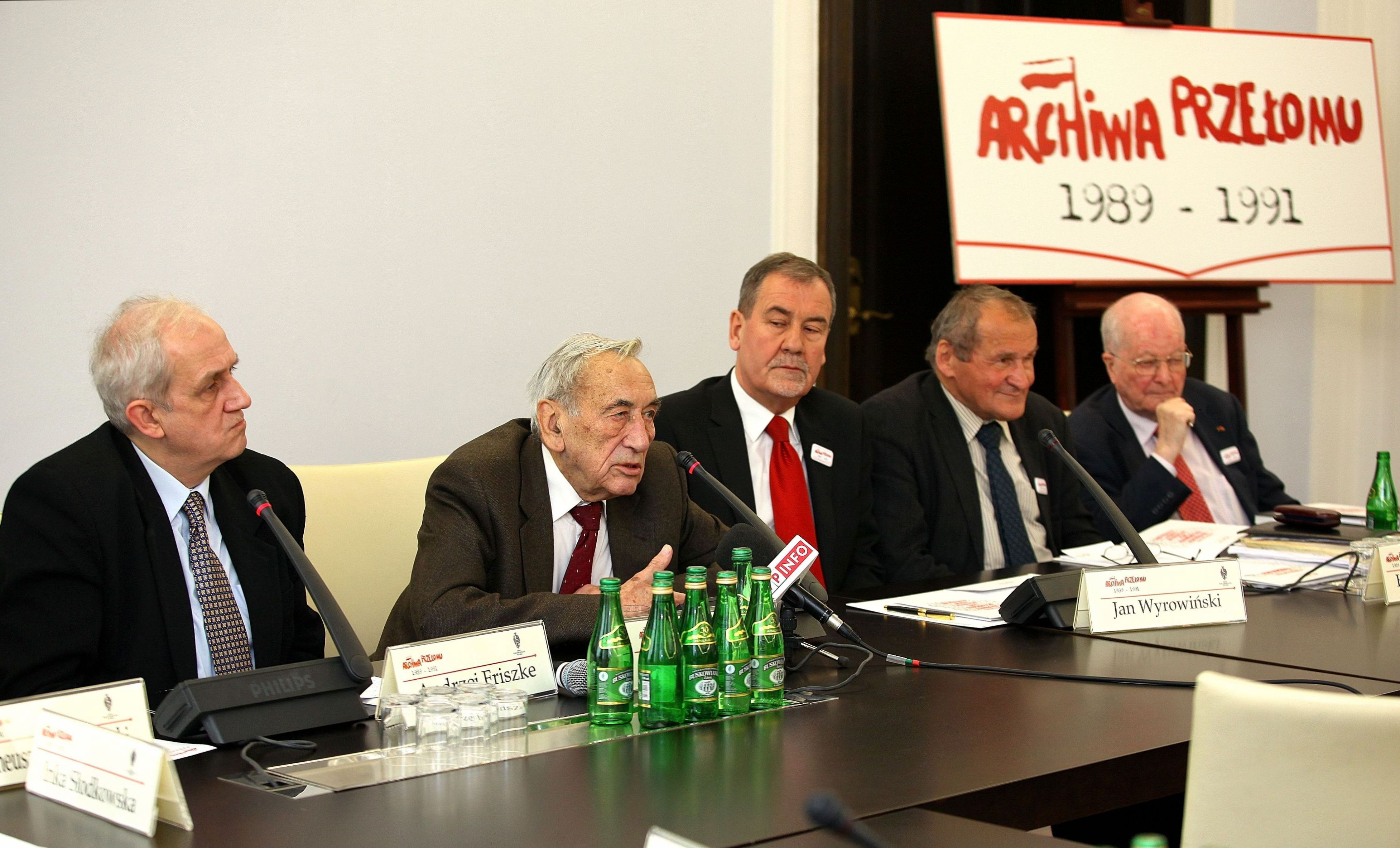
Andrzej Friszke (pierwszy z lewej) podczas konferencji „Archiwa przełomu 1989–1991” w Senacie (2011)

Andrzej Friszke (ur. 29 sierpnia 1956 w Olsztynie) – polski historyk specjalizujący się w historii najnowszej, profesor nauk humanistycznych. Członek korespondent Polskiej Akademii Nauk i Polskiej Akademii Umiejętności, w latach 1999–2006 członek Kolegium Instytutu Pamięci Narodowej, w latach 2011–2016 członek Rady IPN.

## Życiorys
Jego ojcem był Edmund Friszke, ksiądz Kościoła Ewangelicko-Augsburskiego w Polsce, senior (biskup) diecezji mazurskiej.
Andrzej Friszke został absolwentem II Liceum Ogólnokształcącego im. Konstantego Ildefonsa Gałczyńskiego w Olsztynie. W 1979 ukończył studia na Wydziale Historycznym Uniwersytetu Warszawskiego. W 1994 uzyskał stopień doktora nauk historycznych na podstawie pracy Kształtowanie się opozycji przedsolidarnościowej 1968–1980, której promotorem był Tomasz Szarota. W 2000 uzyskał habilitację na podstawie książki Życie polityczne emigracji. W 2009 otrzymał tytuł profesora nauk humanistycznych. Specjalizuje się w zakresie historii najnowszej.
W 1980 został członkiem warszawskiego Klubu Inteligencji Katolickiej. W 1981 został redaktorem w dziale historycznym „Tygodnika Solidarność”. Wchodził też w skład kolegium redakcyjnego pisma „Głos Wolny Wolność Ubezpieczający”. Od 1982 zajmuje stanowisko kierownika działu historycznego czasopisma „Więź”. W latach 1983–1984 przebywał w Wiedniu w ramach stypendium Fundacji im. Johanna Gottfrieda Herdera. Następnie prowadził w Londynie badania nad dziejami rządu polskiego i podziemia w kraju w latach II wojny światowej. Współpracował z wydawnictwami emigracyjnymi, szczególnie z „Zeszytami Historycznymi”.
W 1990 zatrudniony w Instytucie Studiów Politycznych PAN. Od 1998 wykładowca prowadzący zajęcia także m.in. w Collegium Civitas. W 2013 został wybrany na członka korespondenta Polskiej Akademii Nauk, w 2020 został członkiem korespondentem Polskiej Akademii Umiejętności. W 2000 został przewodniczącym zarządu Stowarzyszenia Archiwum Solidarności. Powoływany również w skład kolegium Europejskiego Centrum Solidarności oraz rady Muzeum Historii Polski w Warszawie. Członek Stowarzyszenia Pracowników, Współpracowników i Przyjaciół Rozgłośni Polskiej Radia Wolna Europa Imienia Jana Nowaka-Jeziorańskiego w Warszawie.
W 1999 z rekomendacji Unii Wolności został powołany w skład Kolegium Instytutu Pamięci Narodowej. W 2007 z ramienia Platformy Obywatelskiej ponownie był kandydatem na to stanowisko, jednak nie został wybrany. W 2011 wszedł w skład nowo powołanej Rady IPN. Organ ten został zniesiony nowelizacją ustawy o IPN w 2016.
W latach 2007–2020 był konsultantem Komisji Historycznej zajmującej się lustracją duchownych Kościoła Ewangelicko-Augsburskiego w RP.
W 2017 został członkiem jury Nagrody Historycznej im. Kazimierza Moczarskiego. Jest członkiem Parafii Ewangelicko-Augsburskiej Świętej Trójcy w Warszawie.

## Odznaczenia i wyróżnienia
W 2005 otrzymał Srebrny Medal „Zasłużony Kulturze Gloria Artis”. W 2006 Lech Kaczyński odznaczył go Krzyżem Kawalerskim Orderu Odrodzenia Polski, a w 2011 Bronisław Komorowski Krzyżem Oficerskim tego orderu.
Otrzymał nagrody Polcul Foundation (1990), „Odry” (1994), Polskiej Fundacji Kulturalnej w Londynie (1995), „Za osiągnięcia w badaniach polonijnych” (2000), Nagrodę im. Jerzego Giedroycia (2001) – za książkę Życie polityczne Emigracji, Nagrodę im. ks. dra Leopolda Otto (2005) przyznawaną przez „Zwiastun Ewangelicki”, nagrodę „Polityki” (2011) oraz Nagrodę im. Kazimierza Moczarskiego (2011) za książkę Anatomia buntu. W 2018 wyróżniony Nagrodą im. Tadeusza Kotarbińskiego. W 2010 wyróżniony Medalem „10 lat Instytutu Pamięci Narodowej”.
W 2015 jego książka pt. Rewolucja Solidarności 1980–1981 została nominowana do Nagrody Historycznej im. Kazimierza Moczarskiego. W 2025 nadano mu honorowe obywatelstwo m.st. Warszawy

## Wybrane publikacje
- KOR. Ludzie-działania-idee (wydana pod pseudonimem Witold Wolski), 1983
- O kształt Niepodległej, 1989
- Polska Podziemna 1939–1945 (współautor), 1991
- Opozycja polityczna w PRL 1945–1980, 1994
- Polska Gierka, 1995
- Oaza na Kopernika. Klub Inteligencji Katolickiej 1956–1989, 1997
- Życie polityczne Emigracji, 1999
- Polska. Losy państwa i narodu 1939–1989, 2003
- Solidarność podziemna 1981–1989 (red.), 2006
- Przystosowanie i opór. Studia z dziejów PRL, 2007
- Anatomia buntu. Kuroń, Modzelewski i komandosi, 2010
- PRL wobec Kościoła. Akta 1970–1978, 2010
- Adam Ciołkosz. Portret polskiego socjalisty, 2011
- Czas KOR-u. Jacek Kuroń a geneza Solidarności, 2011
- Rewolucja Solidarności 1980–1981, 2014
- Między wojną a więzieniem 1945–1953. Młoda inteligencja katolicka, 2015
- Związek Harcerstwa Polskiego 1956–1963. Społeczna organizacja wychowawcza w systemie politycznym PRL, 2016
- Sprawa jedenastu. Uwięzienie przywódców NSZZ „Solidarność” i KSS „KOR” 1981–1984, 2018
- Państwo czy rewolucja. Polscy komuniści a odbudowanie państwa polskiego 1892–1920, 2020
- Czekanie na rewolucję. Komuniści w II Rzeczypospolitej 1921–1926, 2023